# トム・ボイド
トーマス・"トム"・ボイド（Thomas "Tom" Boyd, 1965年11月24日 - ）は、スコットランド、グラスゴー出身の元サッカー選手。現役時代のポジションはDF。

## 来歴
1983年にマザーウェルFCに入団する。1990-91シーズンのスコティッシュカップ優勝に貢献した。1991年にイングランドのチェルシーに移籍するが、1年でセルティックに移籍する。セルティックでは安定したプレーでクラブを支え、1997年から2002年までキャプテンを務め、1997-98シーズンにはクラブの9シーズンぶりのスコティッシュ・プレミアリーグ制覇に貢献すると共に、ライバルであるレンジャーズの10連覇を阻止した。2000年から監督に就任したマーティン・オニールの元でクラブの黄金期を経験し、2000-01シーズンの国内三冠にも貢献した。
2003年に現役引退。現在はセルティックのU-17チームのコーチを務めている。
スコットランド代表としては72試合に出場し、1992年のEURO92、1996年のEURO96、1998年のW杯フランス大会にも出場した。代表のキャプテンを務めた事もある。

## 代表歴

### 出場大会
- スコットランド代表
  - 1998 FIFAワールドカップ

### 試合数
- 国際Aマッチ 72試合 1得点（1990年-2001年）[1]

| スコットランド代表 | 国際Aマッチ | 国際Aマッチ |
| 年                 | 出場        | 得点        |
| ------------------ | ----------- | ----------- |
| 1990               | 3           | 0           |
| 1991               | 3           | 0           |
| 1992               | 7           | 0           |
| 1993               | 6           | 0           |
| 1994               | 6           | 0           |
| 1995               | 6           | 0           |
| 1996               | 10          | 0           |
| 1997               | 10          | 1           |
| 1998               | 10          | 0           |
| 1999               | 4           | 0           |
| 2000               | 3           | 0           |
| 2001               | 4           | 0           |
| 通算               | 72          | 1           |